# Robert Redford
Robert Redford, Jr. (Santa Mônica, 18 de agosto de 1936) é um ator, cineasta e produtor estadunidense, atuante principalmente nas décadas de 1960 e 1970, quando era considerado um dos maiores sex symbols masculinos do cinema americano.

## Carreira
Como ator, estrelou alguns dos maiores sucessos de Hollywood da época, como The Chase, Butch Cassidy and the Sundance Kid, Barefoot in the Park, Three Days of the Condor, Jeremiah Johnson, The Sting, All the President's Men e mais recentemente em filmes como Indecent Proposal, Spy Game, Captain America: The Winter Soldier e Avengers: Endgame.
Como diretor consagrou-se ao receber o Óscar de melhor diretor por Ordinary People, de 1980, mas também realizou The Milagro Beanfield War, onde dirigiu a atriz brasileira Sonia Braga.
No fim da década de 1980 criou o maior festival americano de filmes independentes, o Sundance Film Festival.
É filiado ao NRDC (Natural Resources Defense Council) e dirige a Redford Foundation. Defende direitos dos índios dos Estados Unidos e causas ecológicas.

## Filmografia

### Ator
| Ano  | Filme                                               | Papel                                 | Obs. |
| ---- | --------------------------------------------------- | ------------------------------------- | --- |
| 1960 | Tall Story                                          | Jogador de basquete                   | |
| 1962 | War Hunt                                            | Soldado Roy Loomis                    | |
| 1962 | Nothing in the Dark (episódio de The Twilight Zone) | Harold Beldon                         | |
| 1965 | Inside Daisy Clover                                 | Wade Lewis                            | |
| 1965 | Situation Hopeless … But Not Serious                | Capitão Hank Wilson                   | |
| 1966 | This Property Is Condemned                          | Owen Legate                           | br: Esta Mulher é Proibida |
| 1966 | The Chase                                           | Charlie 'Bubber' Reeves               | br: A Caçada Humana pt: Perseguição Impiedosa |
| 1967 | Barefoot in the Park                                | Paul Bratter                          | br: Descalços no Parque |
| 1969 | Butch Cassidy and the Sundance Kid                  | The Sundance Kid                      | br: Butch Cassidy pt: Dois Homens e um Destino Prêmio BAFTA de melhor ator em cinema em papel principal também por Downhill Racer e Tell Them Willie Boy Is Here |
| 1969 | Tell Them Willie Boy Is Here                        | Vice-xerife Christopher 'Coop' Cooper | Prêmio BAFTA de melhor ator em cinema em papel principal também por Downhill Racer e Butch Cassidy and the Sundance Kid                                          |
| 1969 | Downhill Racer                                      | David Chappellet                      | br: Os Amantes do Perigo Prêmio BAFTA de melhor ator em cinema em papel principal também por Tell Them Willie Boy Is Here e Butch Cassidy and the Sundance Kid   |
| 1970 | Little Fauss and Big Halsy                          | Halsy Knox                            | br: Máquinas Quentes |
| 1972 | Jeremiah Johnson                                    | Jeremiah Johnson                      | br: Mais Forte que a Vingança pt: As Brancas Montanhas da Morte                                                                                                  |
| 1972 | The Candidate                                       | Bill McKay                            | br: O Candidato |
| 1972 | The Hot Rock                                        | John Archibald Dortmunder             | br: Os Quatro Picaretas |
| 1973 | The Sting                                           | Johnny Hooker                         | br: Um Golpe de Mestre pt: A Golpada indicado ao Oscar de melhor ator                                                                                            |
| 1973 | The Way We Were                                     | Hubbell Gardiner                      | br: Nosso Amor de Ontem pt: O Nosso Amor de Ontem |
| 1974 | The Great Gatsby                                    | Jay Gatsby                            | br: O Grande Gatsby |
| 1975 | Three Days of the Condor                            | Joseph Turner/The Condor              | br: Três Dias do Condor |
| 1975 | The Great Waldo Pepper                              | Waldo Pepper                          | br: Quando as Águias se Encontram pt: O Grande Circo |
| 1976 | All the President's Men                             | Bob Woodward                          | br: Todos os Homens do Presidente pt: Os Homens do Presidente roteirista (não-creditado), produtor executivo                                                     |
| 1977 | A Bridge Too Far                                    | Major Julian Cook                     | br: Uma Ponte Longe Demais |
| 1979 | The Electric Horseman                               | Norman 'Sonny' Steele                 | br: O Cavaleiro Elétrico |
| 1980 | Brubaker                                            | Henry Brubaker                        | |
| 1984 | The Natural                                         | Roy Hobbs                             | br: Um Homem Fora de Série |
| 1985 | Out of Africa                                       | Denys Finch Hatton                    | br: Entre Dois Amores / pt: África Minha |
| 1986 | Legal Eagles                                        | Tom Logan                             | br: Perigosamente Juntos |
| 1990 | Havana                                              | Jack Weil                             | |
| 1992 | A River Runs Through It                             | Narrador (não-creditado)              | Voz apenas (Também produtor/diretor) |
| 1992 | Sneakers                                            | Martin "Marty" Bishop                 | br: Quebra de Sigilo |
| 1992 | Incident at Oglala                                  | Narrator                              | |
| 1993 | Indecent Proposal                                   | John Gage                             | br: Proposta Indecente |
| 1993 | La Classe américaine                                | Steven                                | |
| 1996 | Up Close & Personal                                 | Warren Justice                        | br/pt: Íntimo e Pessoal |
| 1998 | The Horse Whisperer                                 | Tom Booker                            | br: O Encantador de Cavalos (Também produtor/diretor) |
| 2001 | Spy Game                                            | Nathan D. Muir                        | br/pt: Jogo de Espiões |
| 2001 | The Last Castle                                     | Tenente-general Eugene Irwin          | br: A Última Fortaleza pt: O Último Castelo |
| 2004 | The Clearing                                        | Wayne Hayes                           | br: Refém de uma Vida |
| 2004 | Sacred Planet                                       | Narrador                              | |
| 2005 | An Unfinished Life                                  | Einar Gilkyson                        | br: Um Lugar para Recomeçar |
| 2006 | Charlotte's Web                                     | Ike                                   | br: A Menina e o Porquinho pt: A Teia da Carlota (Voz apenas) |
| 2007 | Lions for Lambs                                     | Dr. Stephen Malley                    | br: Leões e Cordeiros pt: Peões em Jogo (Também produtor/diretor)                                                                                                |
| 2012 | The Company You Keep                                | Jim Grant                             | br: Sem Proteção (Também produtor/diretor) |
| 2013 | All is Lost                                         | Our Man                               | br: Até o Fim |
| 2014 | Captain America: The Winter Soldier                 | Alexander Pierce                      | br: Capitão América 2: O Soldado Invernal / pt: Capitão América: O Soldado do Inverno                                                                            |
| 2015 | A Walk in the Woods                                 | Bill Bryson                           | br/pt: Por Aqui e por Ali |
| 2015 | Truth                                               | Dan Rather                            | br: Conspiração e Poder / pt: Verdade |
| 2016 | Pete's Dragon                                       | Sr. Meacham                           | br: Meu Amigo Dragão / pt: A Lenda do Dragão |
| 2017 | The Discovery                                       | Thomas Haber                          | br: A Descoberta |
| 2017 | Our Souls at Night                                  | Louis Walters                         | |
| 2018 | The oldman & the gun                                | Forrest Tucker                        | br: Um Ladrão Com Estilo |
| 2019 | Avengers: Endgame                                   | Alexander Pierce                      | br: Vingadores: Ultimato |

### Diretor
| Ano  | Filme                      | Prêmios |
| ---- | -------------------------- | --- |
| 1980 | Ordinary People            | Oscar de melhor diretor, melhor filme, melhor roteiro adaptado e melhor ator coadjuvante Prêmio do Directors Guild of America por melhor direção em longa-metragem Globo de Ouro de melhor diretor |
| 1988 | The Milagro Beanfield War  | |
| 1992 | A River Runs Through It    | Globo de Ouro de melhor diretor |
| 1994 | Quiz Show                  | Oscar de melhor filme Oscar de melhor diretor Prêmio BAFTA de melhor filme Prêmio do Directors Guild of America de melhor diretor em longa-metragem Globo de Ouro de melhor diretor                |
| 1998 | The Horse Whisperer        | Globo de Ouro de melhor diretor |
| 2000 | The Legend of Bagger Vance | |
| 2007 | Lions for Lambs            | |
| 2010 | The Conspirator            | |

## Prémios e nomeações
- Recebeu duas indicações ao Óscar, na categoria de Melhor Realizador/Diretor, por "Ordinary People" (1980) e "Quiz Show" (1994). Venceu em 1980, com o filme Gente Como a Gente.
- Recebeu uma nomeação ao Óscar, na categoria de Melhor Ator, por "The Sting" (1973).
- Recebeu uma nomeação ao Óscar, na categoria de Melhor Filme, por "Quiz Show" (1994).
- Ganhou um Óscar Honorário em 2002, por seu trabalho a favor do desenvolvimento do cinema.
- Recebeu quatro nomeações ao Globo de Ouro, na categoria de Melhor Realizador, por "Ordinary People" (1980), "A River Runs Through It" (1992), "Quiz Show" (1994) e "The Horse Whisperer" (1998). Venceu em 1980.
- Recebeu uma nomeação ao Globo de Ouro, na categoria de Melhor Revelação Masculina, por "Inside Daisy Clover" (1965).
- Ganhou o Prémio Cecil B. DeMille, concedido pela Associação dos Jornalistas Estrangeiros em Hollywood, em 1994.
- Ganhou o BAFTA de melhor ator em cinema, em 1969, por "Butch Cassidy and the Sundance Kid", "Downhill Racer" e "Tell them Willie Boy is Here".
- Recebeu uma nomeação ao BAFTA, na categoria de Melhor Filme, por "Quiz Show" (1994).
- Recebeu uma nomeação à Framboesa de Ouro, na categoria de Pior Ator, por "Indecent Proposal" (1993).